# Кырджалийская улица
Кырджали́йская у́лица (осет. Кырджалийы уынг) — улица во Владикавказе, Северная Осетия, Россия. Улица располагается в Затеречном муниципальном округе. Начинается от улицы Цомака Гадиева и заканчивается улицей Барбашова.
На Кырджалийской улице заканчиваются улицы Гагарина, Первомайская и Уличный проезд.
Улица названа именем болгарского города Кырджали в честь побратимских отношений между двумя городами (с 1962 года прерваны после падения СССР).
Улица образовалась в 80-е годы XX столетия. 22 января 1985 года городской совет придал району новостроек 34-го и 35-го микрорайонов в юго-западной части Владикавказа название Кырджалийской улицы.